# Ülo Uluots
Ülo Uluots (* 4. Februar 1930 in Jõhvi; † 18. Juli 1997 in Tallinn) war ein estnischer Ingenieur, Politiker und Militärhistoriker. Er war 1992 Verteidigungsminister der Republik Estland.

## Leben
Ülo Uluots entstammte einer bekannten estnischen Familie. Sein Vater Oskar Uluots (1904–1991) war ein estnischer Offizier der Zwischenkriegszeit. Dessen Bruder Jüri Uluots (1890–1945) war letzter estnischer Ministerpräsident vor der sowjetischen Besetzung Estlands im Sommer 1940.
Ülo Uluots schloss 1949 die Schule im westestnischen Haapsalu ab. 1955 machte er seinen Abschluss als Bergbauingenieur am Polytechnischen Institut in der estnischen Hauptstadt Tallinn (heute Technische Universität Tallinn).
Von 1955 bis 1978 war Uluots beim sowjet-estnischen Vorläufer des Ölschiefer-Unternehmens Eesti Põlevkivi beschäftigt. 1966 wurde ihm die Auszeichnung „Verdienter Ingenieur der Estnischen SSR“ verliehen. Von 1978 bis 1990 war er Direktor einer Fabrik für Baumaterialien in Palivere.
In der Zeit von Glasnost und Perestroika und dem Ende der Sowjetunion betätigte sich Uluots auch politisch. Von 1990 bis 1992 war er Abgeordneter im Obersten Sowjet der Estnischen SSR, dann Oberster Rat der Republik Estland. Er war dort Fraktionsvorsitzender der Unabhängigen Demokraten (Sõltumatud Demokraadid) und gehörte dem Wirtschaftsausschuss an.
Von Juni bis Oktober 1992 war Uluots Verteidigungsminister der Republik Estland in der Regierung von Ministerpräsident Tiit Vähi. Er gilt als einer der Gründerväter des estnischen Verteidigungsministeriums nach Wiedererlangung der estnischen Unabhängigkeit, das am 22. Juli 1992 aus der Taufe gehoben wurde. Uluots baute dabei auf enge Kontakte zur NATO.
Ülu Uluots starb 1997 in Tallinn im Alter von 67 Jahren an einer Krebserkrankung. Er liegt im westestnischen Kirbla begraben, der Heimat seiner Familie.
2004 wurde ihm postum das Verdienstkreuz der estnischen Streitkräfte (1. Klasse) verliehen.